# وادي الشبر (المخادر)

تعديل مصدري - تعديل

وادي الشبر محلة تابعة لقرية ظهرة السويق، التابعة لعزلة السحول بمديرية المخادر إحدى مديريات محافظة إب في الجمهورية اليمنية، بلغ تعداد سكانها 120 حسب تعداد اليمن لعام 2004.